# Música modernista
La nueva música o moderna se refiere a la música de la tradición europea escrita (artística), elaborada aproximadamente entre 1910 y 1975. Fue precedida por la música del romanticismo y postromanticismo, y sucedida por la música clásica contemporánea. El momento exacto en el cual terminó el modernismo e inició la música contemporánea, es todavía motivo de debate entre los expertos. En ocasiones se equipara la música moderna con la música del siglo XX aunque esta última abarca un tiempo cronológico en lugar de un período estético. La música moderna está basada en los valores filosóficos y estéticos del modernismo al cual tienen como principio principal la ruptura con la tradición, y la permanente innovación. Debido a esto está estrechamente ligada al vanguardismo. 
A diferencia de los períodos anteriores, prácticamente todos los compositores de este período participaron en varios movimientos musicales diferentes, ya sea simultáneamente o por etapas.

## Principios
Se da el nombre de modernismo a una serie de movimientos basados en el concepto de que, siendo el siglo XX una época de fundamentales cambios sociales y tecnológicos, el arte debe adoptar y desarrollar estos principios como fundamento estético. El modernismo toma el espíritu progresista de fines del siglo XIX y su apego por el rigor del avance tecnológico, por lo que lo despega de las normas y formalismos del arte de la época y la tradición. De esta manera la característica principal del modernismo es la pluralidad del lenguaje, entendiendo que ningún lenguaje musical en particular asumió una posición dominante.
Técnicamente hablando el modernismo musical tiene tres características principales que lo distinguen de los períodos anteriores:
- La expansión o abandono de la tonalidad.
- El uso de las técnicas extendidas.
- La incorporación de sonidos y ruidos novedosos en la composición.

## Principales técnicas, estilos y movimientos del modernismo

### Futurismo

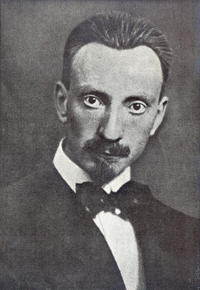
Luigi Russolo (1885-1947) compositor italiano que adhirió al manifiesto futurista y creó El arte de los ruidos como manifestación musical de este movimiento.

El futurismo fue uno de los movimientos iniciales de vanguardia en la Europa del siglo XX. Esta corriente artística fue fundada en Italia por el poeta italiano Filippo Tommaso Marinetti, quien redacta el Manifiesto Futurista, y lo publica el 20 de febrero de 1909 en el diario Le Figaro de París.
Este movimiento buscaba la ruptura con las tradiciones artísticas del pasado y los signos convencionales de la historia del arte. Intentó enaltecer la vida contemporánea, esto por medio de dos temas principales: la máquina y el movimiento. El futurismo recurría a cualquier medio de expresión; artes plásticas, arquitectura, poesía, publicidad, moda, cine y música; con el fin de construir de nuevo el perfil del mundo.
Los primeros trabajos futuristas en el campo de la música empezaron en 1910, mismo año en que se firma el Manifiesto de los músicos futuristas. Los principales compositores futuristas fueron los italianos Francesco Balilla Pratella y Luigi Russolo. Russolo concibe en este manifiesto El arte de los ruidos de 1913, como una consecuencia a los estudios previamente realizados por Pratella. La «música de ruidos» fue posteriormente incorporada a las performances, como música de fondo o como una especie de partitura o guía para los movimientos de los intérpretes, además inventó una máquina de ruido llamada Intonarumori o "entonador de ruidos", que fue duramente criticada en su época. Entre sus obras más significativas destaca Los Relámpagos de 1910.
Russolo fue el antecedente de la música concreta, un lenguaje sonoro en el cual se utilizaba cualquier sonido, fuese este uno producido por la naturaleza o por la técnica (técnica gutural, fuesen palabras o un lenguaje inarticulado).

### Crisis de la tonalidad y atonalismo

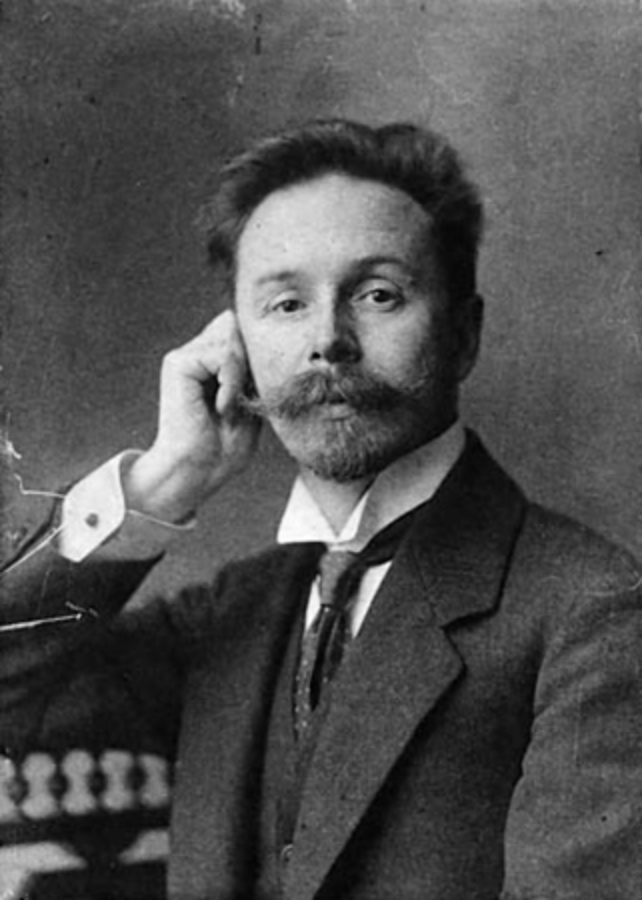
Aleksandr Skriabin (1872-1915) fue uno de los iniciadores del atonalismo, famoso por la utilización de su acorde místico.

Los primeros antecedentes de la música europea sin un centro tonal se encuentran en Franz Liszt con su  Bagatella sin tonalidad de 1885, período que ya se hablaba de una "crisis de la tonalidad". Esta crisis se generó a partir del uso cada vez más frecuente de acordes ambiguos, inflexiones armónicas menos probables, y las inflexiones melódicas y rítmicas más inusuales posibles dentro de la música tonal. La distinción entre lo excepcional y lo normal se hizo más y más borrosa, y como resultado, se produjo un aflojamiento concomitante de los enlaces sintácticos a través de los cuales los tonos y armonías habían sido relacionados entre sí. Las conexiones entre las armonías eran inciertas, las relaciones y sus consecuencias se volvieron tan tenues que apenas funcionaban en absoluto. A lo sumo, las probabilidades del sistema tonal se habían vuelto demasiado oscuras; en el peor de los casos, se estaban acercando a una uniformidad que proporcionan pocas guías para la composición o la escucha. 
A principios del siglo XX compositores como Claude Debussy, Aleksandr Skriabin, Béla Bartók, Paul Hindemith, Serguéi Prokófiev, Carl Ruggles, Ígor Stravinski y Edgar Varèse, escribieron música que se ha descrito, total o parcialmente, como atonal. Aleksandr Skriabin realizó un particular estilo de impresionismo y atonalidad, basando obras como Mysterium, Poema del éxtasis o Prometeo: el poema de fuego en un acorde por cuartas y tritonos llamado "acorde místico", muy alejado de los habituales acordes de tríada formados por intervalos de tercera.
La primera fase del atonalismo (antecesora del dodecafonismo), conocida como "atonalidad libre" o "cromatismo libre", implicó un intento consciente de evitar la armonía diatónica tradicional. Las obras más importantes de este periodo son la ópera Wozzeck (1917-1922) de Alban Berg y Pierrot Lunaire (1912) de Arnold Schönberg. El primer período de piezas libremente atonales de Schoenberg (de 1908 a 1923), tienen a menudo como un elemento integrador a una célula interválica que, además de la expansión se puede transformar en una fila de tonos, y en el que las notas individuales pueden "funcionar como elementos fundamentales, para permitir la superposición de estados de una célula básica o la interconexión de dos o más células básicas".
Otros compositores en Estados Unidos como Charles Ives, Henry Cowell y más adelante George Antheil, produjeron música impactante para la audiencia de la época por su desprecio de las convenciones musicales. Combinaron frecuentemente música popular con aglutinación o politonalidad, extremas disonancias, y una complejidad rítmica en apariencia inejecutable. Charles Seeger enunció el concepto de contrapunto disonante, una técnica usada por Carl Ruggles, Ruth Crawford-Seeger, y otros.

### Primitivismo

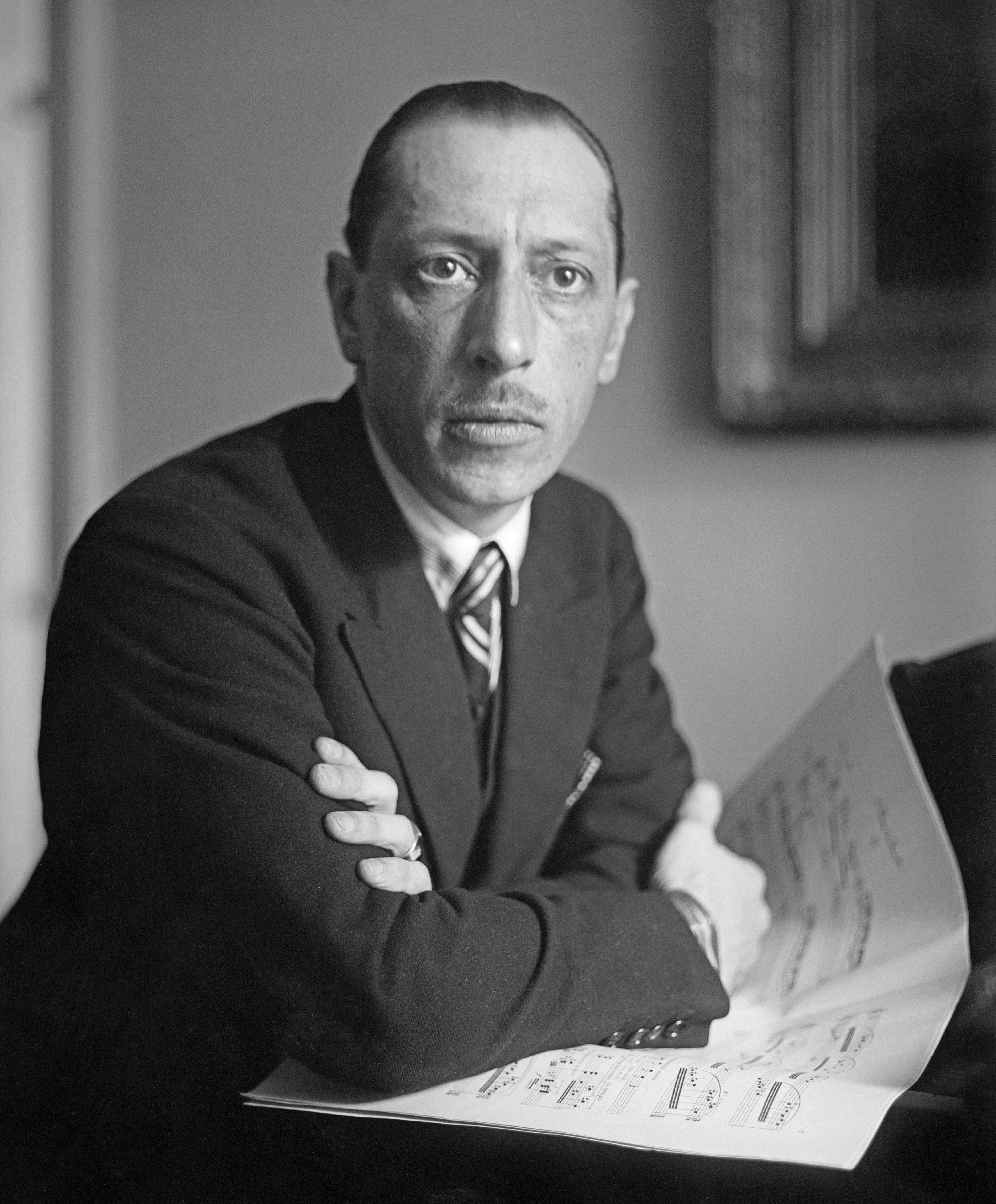
Igor Stravinsky (1882-1971), su obra La consagración de la primavera es considerada la obra más importante del.

El primitivismo fue un movimiento de las artes que pretendía rescatar el folclore más arcaico de ciertas regiones con un lenguaje moderno o modernista. Similar al nacionalismo en su afán por rescatar lo local, el primitivismo incorporó además métricas y acentuaciones irregulares, un mayor uso de la percusión y otros timbres, escalas modales, y armonía politonal y atonal. Dentro de la música los dos gigantes de este movimiento fueron el ruso Igor Stravinsky y el húngaro Bela Bartok, aunque la obra de ambos sobrepasa con creces la denominación "primitivista".
El primero de los períodos estilísticos mayores de Stravinski (excluyendo algunos trabajos menores tempranos) fue inaugurado por los tres ballets que compuso para Diáguilev. Estos ballets tienen varias características compartidas: están hechos para ser interpretados por orquestas sumamente grandes; los temas y motivos argumentales se basan en el folclore ruso; y llevan la marca de Rimski-Kórsakov tanto en su desarrollo como en su instrumentación. El primero de los ballets, El pájaro de fuego (1910), es notable por su inusual introducción (tríos de cuerdas bajas) y barrido de la orquestación. Petrushka (1911), también se anota distintamente y es el primero de los ballets de Stravinski que utiliza la mitología folclórica Rusa. Pero es en el tercer ballet, La consagración de la primavera (1913), el que generalmente es considerado la apoteosis del "Período Primitivista Ruso" de Stravinski. Aquí, el compositor utiliza la brutalidad de la Rusia pagana, reflejando estos sentimientos en la agresiva interpretación, armonía politonal y ritmos abruptos que aparecen a lo largo del trabajo. Hay varios pasajes famosos en esta obra, pero dos son de nota particular: el primer tema basado en los sonidos del fagot con las notas en el límite de su registro, casi fuera de rango; y el ataque rítmicamente irregular (utilizando el recurso típico del período ruso stravinskiano de tomar una célula rítmica breve e ir desplazando su acentuación) de dos acordes superpuestos utilizando solo el talón del arco por las cuerdas y haciendo más evidente la reorganización permanentemente cambiante del motivo inicial, duplicando con los bronces los acordes que resultan acentuados cada vez. La consagración es generalmente considerada no solo la obra más importante del primitivismo o de Stravinsky, sino que de todo el siglo XX, tanto por su ruptura con la tradición, como por la influencia en todo el mundo.
Otras piezas destacadas de este estilo incluyen: El Ruiseñor (1914), Renard (1916), Historia de un soldado (1918), y Las bodas (1923), instrumentada para la original combinación de cuatro pianos y percusión, con participación vocal. En estas obras el músico llevó al límite la herencia de la escuela nacionalista rusa hasta prácticamente agotarla.

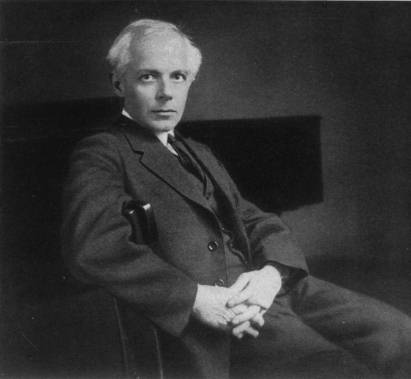
Bela Bartok (1881-1945) fue el creador de la etnomusicología, y gracias a sus investigaciones creó numerosas obras basadas en el folclor europeo.

Bartók fue un músico húngaro que destacó como compositor, pianista e investigador de música folclórica de la Europa oriental (especialmente de los Balcanes). Bartók fue uno de los fundadores de la etnomusicología, basada en las relaciones que unen la etnología y la musicología. A partir de sus investigaciones desarrolló un estilo muy personal e innovador.
A partir de 1905, profundiza sus conocimientos en la música tradicional y las canciones folclóricas magiares, en sintonía con el auge de los movimientos nacionalistas. Toma entonces conciencia de la necesidad de preservar la memoria musical tradicional de su país. Junto con Zoltán Kodály, comenzó a recorrer los pueblos de Hungría y Rumanía para recoger miles de melodías y canciones que transcribieron y grabaron con un gramófono. Extendieron luego esa labor a buena parte de los pueblos de la Europa central y hasta Turquía. Anteriormente, se pensaba que la música folclórica húngara se basaba en melodías zíngaras. Pero Bartók descubrió que las antiguas melodías húngaras se basaban en escalas pentatónicas, al igual que la música asiática o la de Siberia. Bartók escribió una buena cantidad de pequeñas piezas para piano derivadas de la música folclórica, y creó acompañamientos para canciones populares.
Nunca habló de su técnica compositiva, sino que ha sido el musicólogo húngaro Ernö Lendvai quien dedicó gran parte de su vida a descubrir las bases de este sistema. Según Lendvai, la música de Bartók está basada en gran parte en sus investigaciones con el folklore, en especial del húngaro, y podría dividirse en dos grandes bloques, distintos en cuanto a concepción pero complementarios entre sí, llegando a alternarse incluso en una misma obra en distintas secciones; son el sistema diatónico, basado en la música folklórica, sus modos y ritmos, en la escala acústica, y en otros procedimientos que no entraremos a valorar, y el Sistema cromático, influenciado también por el folklore, y que se basa por un lado en el Sistema axial, y por otro en la Proporción áurea.
Su obra más puramente "primitivista" sea probablemente Allegro Barbaro (1911), junto con una gran cantidad de canciones y danzas folclóricas de Europa oriental. Ese mismo año escribió la que fue su única ópera, El castillo de Barba Azul. Durante la Primera Guerra Mundial, escribió los ballets El príncipe de madera y El mandarín maravilloso, seguidos por dos sonatas para violín y piano, que son armónica y estructuralmente unas de sus más complejas piezas. Su afán de experimentación lo llevó a un estilo cada vez más único y genial, con obras como la Música para cuerda, percusión y celesta, la Sonata para dos pianos y percusión, además de 6 cuartetos de cuerda, la obra para piano Mikrokosmos, y los tres conciertos para piano y orquesta.

### Microtonalismo

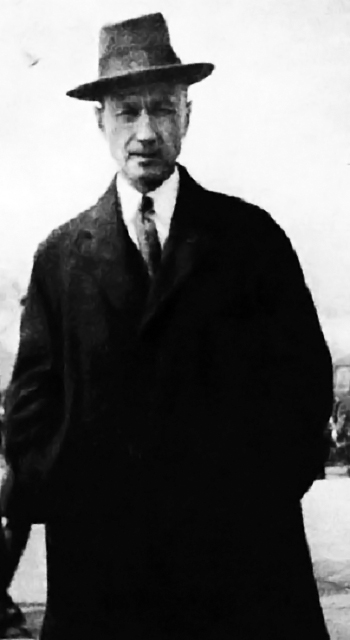
Charles Ives (1874-1954) fue uno de los más prominentes compositores de música microtonal, y el pionero en Estados Unidos.

El microtonalismo es la música que utiliza microtonos (los intervalos musicales menores que un semitono). El músico estadounidense Charles Ives definía a los microtonos de manera humorística como “las notas entre las teclas del piano”.
Experimentando con el violín en 1895, el mexicano Julián Carrillo (1875-1965) distingue dieciséis sonidos claramente diferentes entre los lanzamientos de G y A emitida por la cuarta cuerda de violín. Llamó a estas distinciones microtonales Sonido 13 y escribió sobre la teoría de la música y la física de la música. Inventó un simple notación numérica para representar las escalas musicales sobre la base de cualquier división de la octava, como tercios, cuartos, cuartos, quintos, sextos, séptimos, y así sucesivamente (incluso escribió, la mayoría de las veces, para cuartos, octavos y dieciseisavos combinados, la notación es la intención de representar cualquier subdivisión imaginable). Inventó nuevos instrumentos musicales, y otros los adaptó para producir microintervalos. Compuso una gran cantidad de música microtonal y grabó 30 de sus composiciones. En los años 1910 y 1920, los cuartos de tono y otras subdivisiones de la octava recibieron la atención de otros compositores como Charles Ives, Alois Haba (1/4 y 1/6 de tono), Ivan Wyschnegradsky (1/4, 1/6, 1/12 y escalas no octabables), Ferruccio Busoni (quien hizo algunos experimentos infructuosos en la adaptación de un piano de tercios de tono), Mildred Couper y Harry Partch. Erwin Schulhoff dio clases de composición con cuartos de tono en el Conservatorio de Praga.
Destacados compositores microtonales o investigadores de los años 1940 y 1950 incluyeron a Adriaan Fokker (31 tonos iguales por octava), y a Groven Eivind. 
La música microtonal nunca tuvo demasiada aceptación y fue considerada en adelante casi exclusivamente por los músicos de Vanguardia.

### Segunda Escuela Vienesa, dodecafonismo y serialismo
Una de las más significativas figuras en la música del siglo XX es Arnold Schoenberg. Sus primeros trabajos pertenecen al estilo romántico tardío, influenciado por Richard Wagner y Gustav Mahler, pero luego abandonó el sistema de composición tonal para escribir música atonal. Con el tiempo, desarrolló la técnica del dodecafonismo, proponiéndola en 1923 en reemplazo de la organización tonal tradicional.
Sus alumnos Anton Webern y Alban Berg también desarrollaron y profundizaron el uso del sistema dodecafónico, y destacaron por el uso de tal técnica bajo reglas propias. Los tres son conocidos, familiarmente, como La Trinidad Schoenberg, o la Segunda Escuela Vienesa. Este nombre se creó para resaltar que esta Nueva Música tuvo el mismo efecto innovador que la Primera Escuela de Viena de Haydn, Mozart y Beethoven.
El dodecafonismo fue una forma de música atonal, con una técnica de composición en la cual las 12 notas de la escala cromática son tratadas como equivalentes, es decir, sujetas a una relación ordenada que (a diferencia del sistema mayor-menor de la tonalidad) no establece jerarquía entre las notas. Lo que hizo el fundador de la música dodecafónica, Schönberg, fue prohibir por estatuto usar una nota más que otra: la melodía dodecafónica debe llevar las 12 notas que hay en la escala cromática. Se escribe siguiendo el principio de que todos los doce semitonos o notas son de igual importancia. La relación interna se establece a partir del uso de una serie compuesta por las doce notas. El compositor decide el orden en que aparecen con la condición de que no se repita ninguna hasta el final.

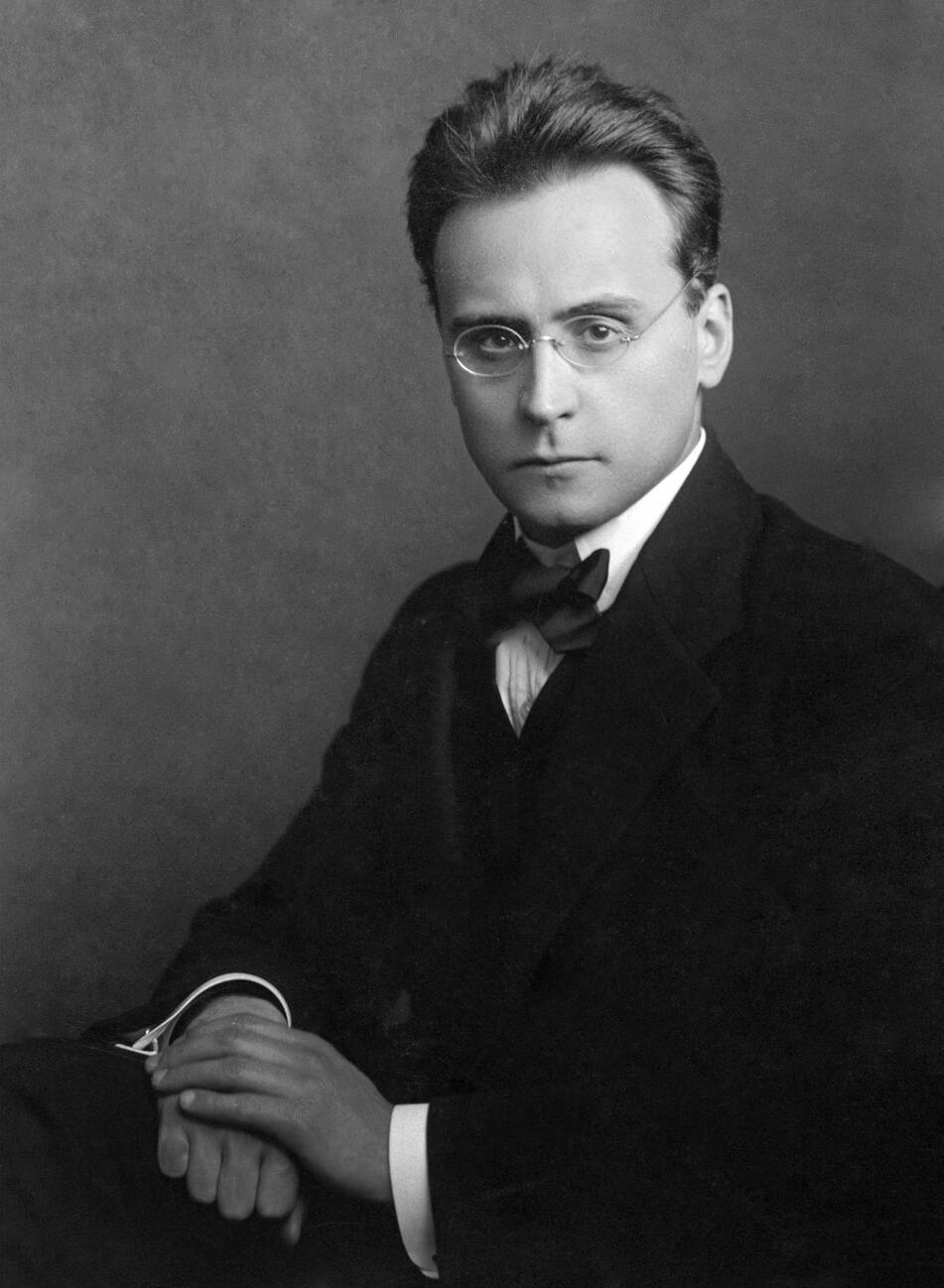
Anton Webern (1883-1945) discípulo de Schoemberg, desarrolló las ideas dodecafónicas y creó el serialismo integral.

La música de Schoenberg y la de sus seguidores fue muy controvertida en sus días, y así permanece todavía en alguna medida. Como carece de un sentido de melodía definida, algunos oyentes la encontraban —y todavía la encuentran— difícil de seguir.
A pesar de ello, actualmente se siguen interpretando, estudiando y escuchando obras como Pierrot Lunaire, mientras que se han olvidado otras composiciones contemporáneas que en su momento se consideraban más aceptables. En gran medida, la causa de esto es que su estilo pionero resultó muy influyente, incluso entre compositores que continuaron componiendo música tonal. A partir de ellas, muchos compositores han escrito música no basada en la tonalidad tradicional.
El serialismo integral representa un paso más adelante del dodecafonismo, y fue creada por el que fue discípulo de Schönberg, Anton Webern: se establece un orden no solo para la sucesión de las diferentes alturas, sino para la sucesión de las diferentes duraciones (las "figuras", como la negra, corchea, etc.) y la sucesión de las dinámicas (los niveles de intensidad sonora), como también para la articulación. Todas estas series se repiten durante el transcurso de una obra. La técnica se ha llamado serialismo integral para distinguirla del serialismo limitado del dodecafonismo. Irónicamente, después de años de impopularidad, el estilo puntillista de Webern —en el que los sonidos individuales son cuidadosamente ubicados en la obra de manera que cada uno tiene importancia— se convirtió en norma en Europa durante los años cincuenta y sesenta, y fue muy influyente entre compositores de la postguerra como Olivier Messiaen, Pierre Boulez, Luciano Berio, Luigi Nono, Karlheinz Stockhausen e Igor Stravinsky.

### Neoclasicismo
El neoclasicismo en música refiere al movimiento del siglo XX que retomó una práctica común de tradición en cuanto a la armonía, la melodía, la forma, los timbres y los ritmos, pero mezclada con grandes disonancias atonales y ritmos sincopados, como punto de partida para componer música. Ígor Stravinski, Paul Hindemith, Sergéi Prokófiev, Dmitri Shostakóvich y Béla Bartók son los compositores más importantes usualmente mencionados en este estilo, pero también el prolífico Darius Milhaud y sus contemporáneos Francis Poulenc y Arthur Honegger (Los Seis).
El neoclasicismo nació al mismo tiempo que el retorno general a modelos racionales en las artes, en respuesta a la Primera Guerra Mundial. Más pequeño, más escaso, más ordenado fueron las tendencias concebidas como respuesta a la saturación emocional que muchos sintieron había empujado a la gente a las trincheras. Teniendo en cuenta que los problemas económicos favorecían grupos más pequeños, la búsqueda por hacer “más con menos” se tornó en consecuencia una práctica obligada. Historia del soldado de Stravinski es por esta razón una semilla de pieza neoclásica, como sucede también en el concierto Los robles de Dumbarton, en su Sinfonía para instrumentos de viento o en la Sinfonía en do. La culminación neoclásica de Stravinski es su ópera El progreso del libertino («Rake's Progress»), con libreto del bien conocido poeta modernista W. H. Auden.
Durante un tiempo, el alemán Paul Hindemith fue rival de Stravinski en el neoclasicismo, mezclando punzantes disonancias, polifonía y cromatismo libre dentro de un estilo utilitario.
Hindemith produjo trabajos de cámara y orquestales en este estilo, quizá el más famoso de ellos sea Mathis der Maler. Su producción de cámara incluye su Sonata para corno inglés y piano, un trabajo expresionista lleno de detalles oscuros y conexiones internas.

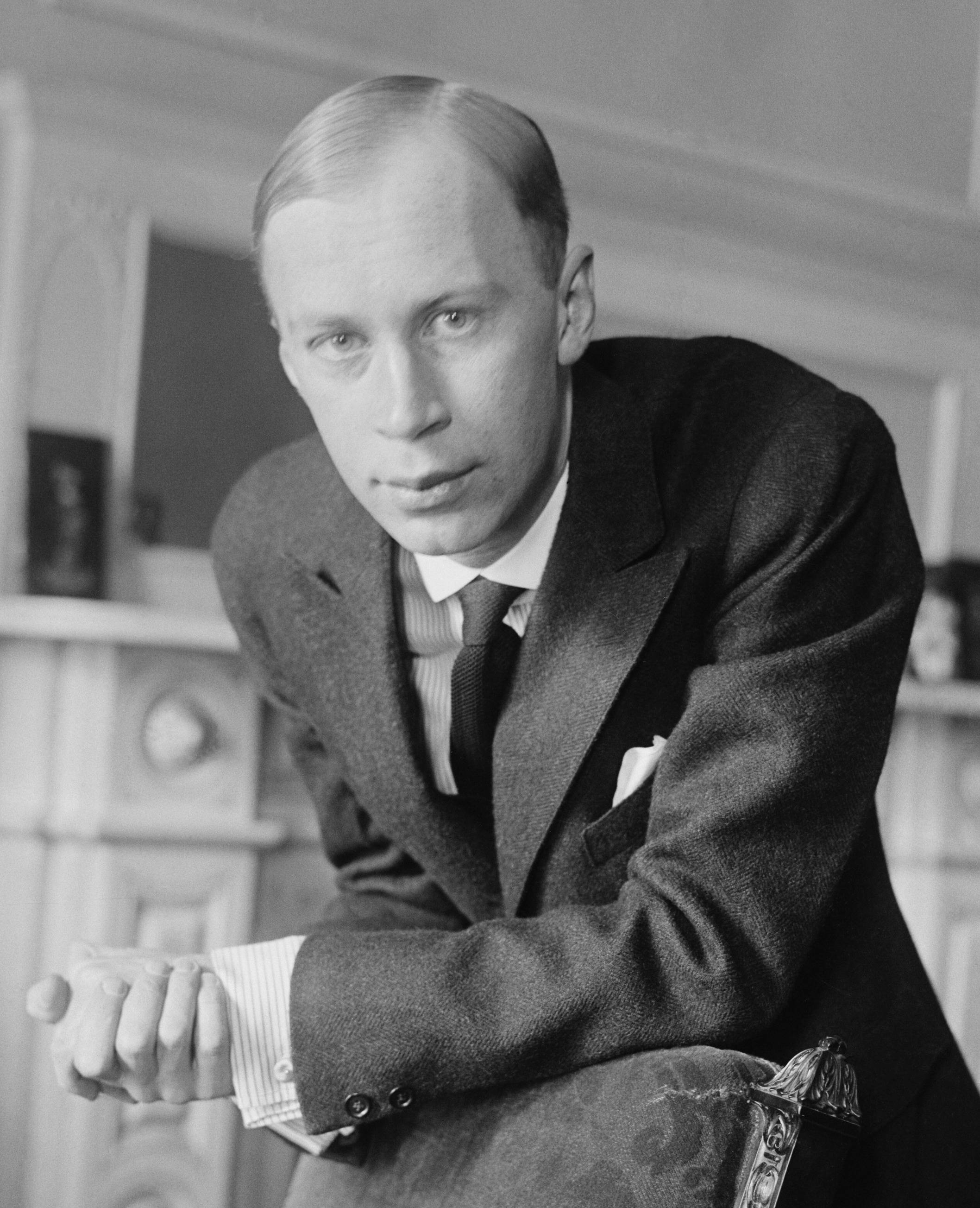
Serguéi Prokófiev (1881-1953) fue un destacado compositor ruso.

El neoclasicismo encontró una audiencia interesada en EE. UU.; la escuela de Nadia Boulanger promulgó ideas musicales basadas en la comprensión de la música de Stravinski. Entre sus estudiantes se encuentran músicos neoclásicos como Elliott Carter (en su primer época), Aaron Copland, Roy Harris, Darius Milhaud, Astor Piazzolla y Virgil Thomson.
El rasgo más audible del neoclasicismo son melodías que usan la tercera como intervalo fijo, y agregan cromáticamente notas disonantes al ostinato, bloques armónicos y mezcla libre de polirritmos. El neoclasicismo ganó gran aceptación de la audiencia con rapidez, y fue internalizado por aquellos opositores al atonalismo como la verdadera música moderna.
En el contexto de la Unión Soviética, particularmente durante el gobierno de Iósif Stalin, el neoclasicismo se ubicó dentro del realismo socialista. Esta fue una corriente estética cuyo propósito fue expandir el conocimiento de los problemas sociales y las vivencias de los hombres por medio del arte. De esta manera los prominentes compositores Serguéi Prokófiev y Dmitri Shostakóvich tuvieron que componer forzadamente en este estilo, incorporando elementos nacionalistas y valores comunistas, pues cualquier tipo de vanguardia se consideraba como parte de la decadencia de la burguesía de occidente.

### Música electrónica y concreta
Los avances tecnológicos en el siglo XX permitieron a los compositores utilizar medios electrónicos para producir sonidos. En Francia se desarrolló la música concreta escuela que producía sonidos existentes en el mundo. Se llama concreta porque según Pierre Schaeffer, su inventor, planteaba que está producida por objetos concretos y no por los abstractos que serían los instrumentos musicales tradicionales. El primero que dispuso de esos medios fue Edgar Varese, quien presentó Poème électronique en el pabellón Philips de la Exposición de Bruselas en 1958. En 1951, Schaeffer, junto a Pierre Henry, crearon el Grupo de Investigación de Música Concreta en París. Pronto atrajo un gran interés, y entre los que se acercaron se encontraban diferentes compositores significativos como Olivier Messiaen, Pierre Boulez, Jean Barraqué, Karlheinz Stockhausen, Edgard Varese, Iannis Xenakis, Michel Philippot y Arthur Honegger. La producción compositiva entre 1951 y 1953 comprendió Étude I (1951) y Étude II (1951) por Boulez, Timbres-durées (1952) por Messiaen, Étude (1952) por Stockhausen, Le microphone bien tempéré (1952) y La voile d’Orphée (1953) por Henry, Étude I (1953) por Philippot, Étude (1953) por Barraqué, las piezas mezcladas Toute la lyre (1951) y Orphée 53 (1953) por Schaeffer/Henry, y la música para película Masquerage (1952) por Schaeffer y Astrologie (1953) por Henry. En 1954 Varèse y Honegger visitaron el estudio para trabajar en las partes en cinta de Déserts y La rivière endormie.
En Alemania en cambio la forma de usar la tecnología se llamó música electrónica, que es aquella que utiliza solamente sonidos producidos electrónicamente. El primer concierto tendría lugar en Darmstadt en 1951, sin embargo la primera obra de importancia sería El canto de los adolescentes de Karlheinz Stockhausen de 1956. 
En EE. UU., Milton Babbitt usó el sintetizador RCA Mark II para crear música. 
Otros compositores abandonaron los instrumentos convencionales, y usaron cintas magnéticas para crear música, grabar sonidos, y manipularlos de alguna manera. Hymnen (de Stockhausen), Déserts (de Edgard Varése) y Sincronismos (de Mario Davidovsky) ofrecen unos pocos ejemplos. Esta posibilidad tomó muchas formas: algunos compositores simplemente incorporaron instrumentos electrónicos dentro de piezas relativamente convencionales. Olivier Messiaen, por ejemplo, usó las Ondas Martenot en cierto número de trabajos.
Oskar Sala creó la pista no musical para la película Los pájaros (de Alfred Hitchcock) usando el trautonium, un instrumento electrónico que él mismo ayudó a desarrollar. Morton Subotnick proveyó la música electrónica para 2001: una odisea del espacio. Otros compositores como Luigi Russolo, Mauricio Kagel y Joe Meek también aportaron a la investigación y exploración de la música electrónica.
Iannis Xenakis es otro compositor moderno que ha usado computadoras e instrumentos electrónicos (incluido uno inventado por él) en muchas composiciones. Algunos de estos trabajos electrónicos son piezas suavemente ambientadas, y otras muestran una violenta y salvaje sonoridad. Compositores como Alvin Lucier, Gordon Mumma y David Tudor crearon e interpretaron música electrónica en vivo, a menudo diseñando sus propios instrumentos o usando cintas. En el siglo XX florecieron una cantidad de instituciones especializas en música electrónica, siendo quizá el IRCAM de París la más conocida.

### Música aleatoria y vanguardismo radical

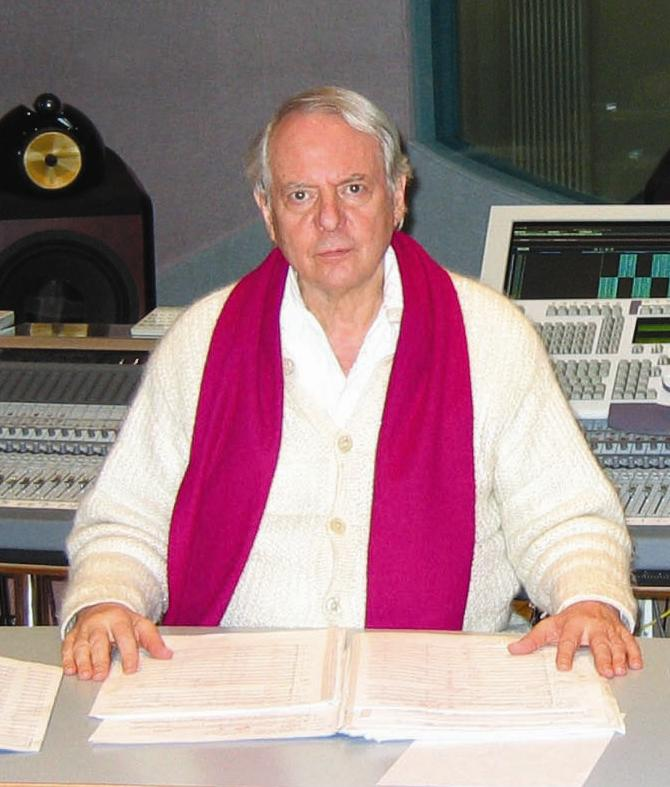
El compositor alemán Karlheinz Stockhausen (1928-2007) fue pionero en muchas de las formas musicales vanguardistas del, especialmente en las más radicales.

Si bien el modernismo en sí es música de vanguardia, el vanguardismo dentro de ella se refiere a los movimientos más radicales y controversiales, donde el concepto de música llega hasta sus límites -si no ya los sobrepasa- utilizando elementos como ruidos, grabaciones, el sentido del humor, el azar, la improvisación, el teatro, el absurdo, el ridículo, o la sorpresa. Dentro de los géneros generalmente ubicados dentro de esta corriente radical se encuentra la música aleatoria, la música electrónica en vivo, el teatro musical, la música ritual, la composición de procesos, el happening musical, o la música intuitiva, entre muchas otras. Entre los compositores más trascendentales que incursionaron en estas aventuras se encuentra John Cage en América y Karlheinz Stockhausen en Europa.
La música aleatoria o de azar es una técnica compositiva musical basada en el recurso a elementos no regulados por pautas establecidas y en la que adquiere un papel preponderante, es la improvisación a partir de las secuencias no estructuradas. Tales rasgos improvisadores pueden fijarse en la creación del autor o en el desarrollo de la propia interpretación. Es frecuente, en consecuencia, la composición de piezas aleatorias en las que el ejecutante determina la estructura final de la obra, mediante la reordenación de cada una de las secciones de la misma, o incluso mediante la interpretación simultánea de varias de ellas.
El azar es un rasgo definitorio de esta técnica compositiva que alcanzaría una notable difusión a partir de la década de 1950. Las corrientes aleatorias tuvieron algunas de sus más significativas representaciones en las creaciones del estadounidense John Cage con Music of Changes (1951) o 4′33″ (probablemente la obra más radical del siglo XX, famosa por consistir en la indicación de no tocar por 4 minutos y 33 segundos). También fue notable el uso del I Ching, un antiguo texto chino clásico sobre eventos cambiantes, el cual se convirtió en la herramienta compositiva habitual de Cage. Conocido también por la invención del piano preparado, compuso varias obras entre las que destaca Sonatas e interludios. El alemán Karlheinz Stockhausen con Hymnen (1967), y la electrónica Gesang der Jünglinge, fueron hitos importantes. Otros compositores como los italianos Bruno Maderna y Franco Donatoni, el polaco Witold Lutosławski, el griego Iannis Xenakis, el húngaro Gyorgy Ligeti, el español Luis de Pablo, los argentinos Alberto Ginastera, y Mauricio Kagel y los franceses Edgar Varese y Pierre Boulez también fueron significativos.
Las más destacadas modalidades en las que se plantea la creación aleatoria en la música contemporánea son la forma móvil, que impone diversas soluciones interpretativas de rango equiparable; la forma variable, en la que predomina la improvisación; y el llamado work in progress, que constituye el máximo grado de azar en la ejecución de la pieza. En todas ellas suelen incorporarse instrumentos clásicos, con especial atención al piano, y medios de ejecución electrónicos tales como sintetizadores, distorsionadores y cintas grabadas.

### Micropolifonía y masas sonoras

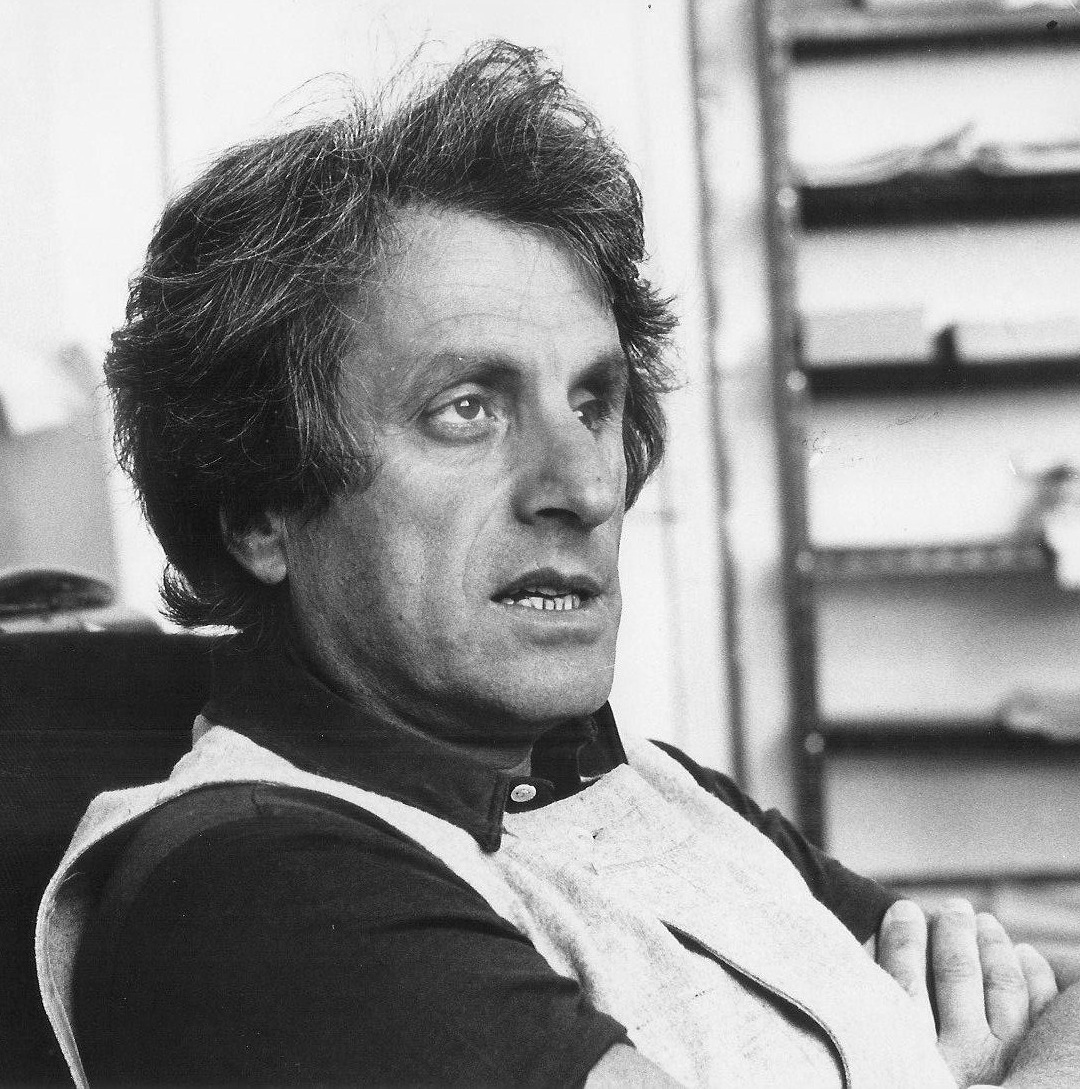
Luego de Gyorgy Ligeti (1923-2006), el griego Iannis Xenakis (en la imagen) y el polaco Krzysztof Penderecki fueron los principales exponentes de la utilización de masas sonoras y micropolifonía.

En palabras de David Cope la micropolifonía se trata de «una simultaneidad de diferentes líneas, ritmos y timbres». La técnica fue desarrollada por György Ligeti, quien la explicó así: «La compleja polifonía de las voces individuales está enmarcada en un flujo armónico-musical, en el que las armonías no cambian súbitamente, sino que se van convirtiendo en otras; una combinación interválica discernible es gradualmente haciéndose borrosa, y de esta nubosidad es posible sentir que una nueva combinación interválica está tomando forma».
«La micropolifonía se asemeja a los clústers, pero difiere de ellos en el uso que hace de líneas más dinámicas que estáticas». 
El primer ejemplo de micropolifonía en la obra de Ligeti se produce en el segundo movimiento de su composición orquestal Apparitions. También son pioneras en la aplicación de esta técnica su siguiente trabajo para orquesta Atmosphères y el primer movimiento de su Requiem, para soprano, mezzosoprano, coro mixto y orquesta sinfónica. Esta última obra alcanzó gran popularidad debido a que formó parte de la banda sonora de la película de Stanley Kubrick 2001: Una odisea del espacio
La técnica de la micropolifonía es más fácil de aplicar con agrupaciones más grandes o con instrumentos musicales polifónicos como el piano. 
Aunque el Poème Symphonique para 100 metrónomos crea «micropolifonía de una complejidad sin parangón». 
Muchas de las piezas para piano de Ligeti son ejemplos de micropolifonía aplicados a esquemas rítmicos derivados del complejo "minimalismo" de Steve Reich y de la música de los pigmeos.
Intrínsecamente relacionada con la micropolifonía esta la masa de sonido o masa sonora que es una textura musical cuya composición, en contraste con otras texturas más tradicionales, «minimiza la importancia de las alturas musicales individuales para preferir la textura, el timbre y la dinámica como principales formadores del gesto y el impacto».
Esta técnica fue desarrollada partiendo de los clústers utilizados por el modernismo musical y después se extendió a la escritura orquestal hacia finales de los años 1950 y 60. La masa sonora «difumina la frontera entre el sonido y el ruido».
Una textura puede disponerse de tal manera que «esté muy próxima al status de conjunto fusionado de timbres de un único objeto, por ejemplo el hermoso acorde luces boreales, en una distribución muy interesante de alturas, produce un sonido fusionado que se apoya en un redoble de platillo suspendido.»
Otros de los compositores más importantes de esta técnica fueron el polaco Krzysztof Penderecki con su obra Treno a las víctimas de Hiroshima y el griego Iannis Xenakis con su obra Metástasis.

### Minimalismo

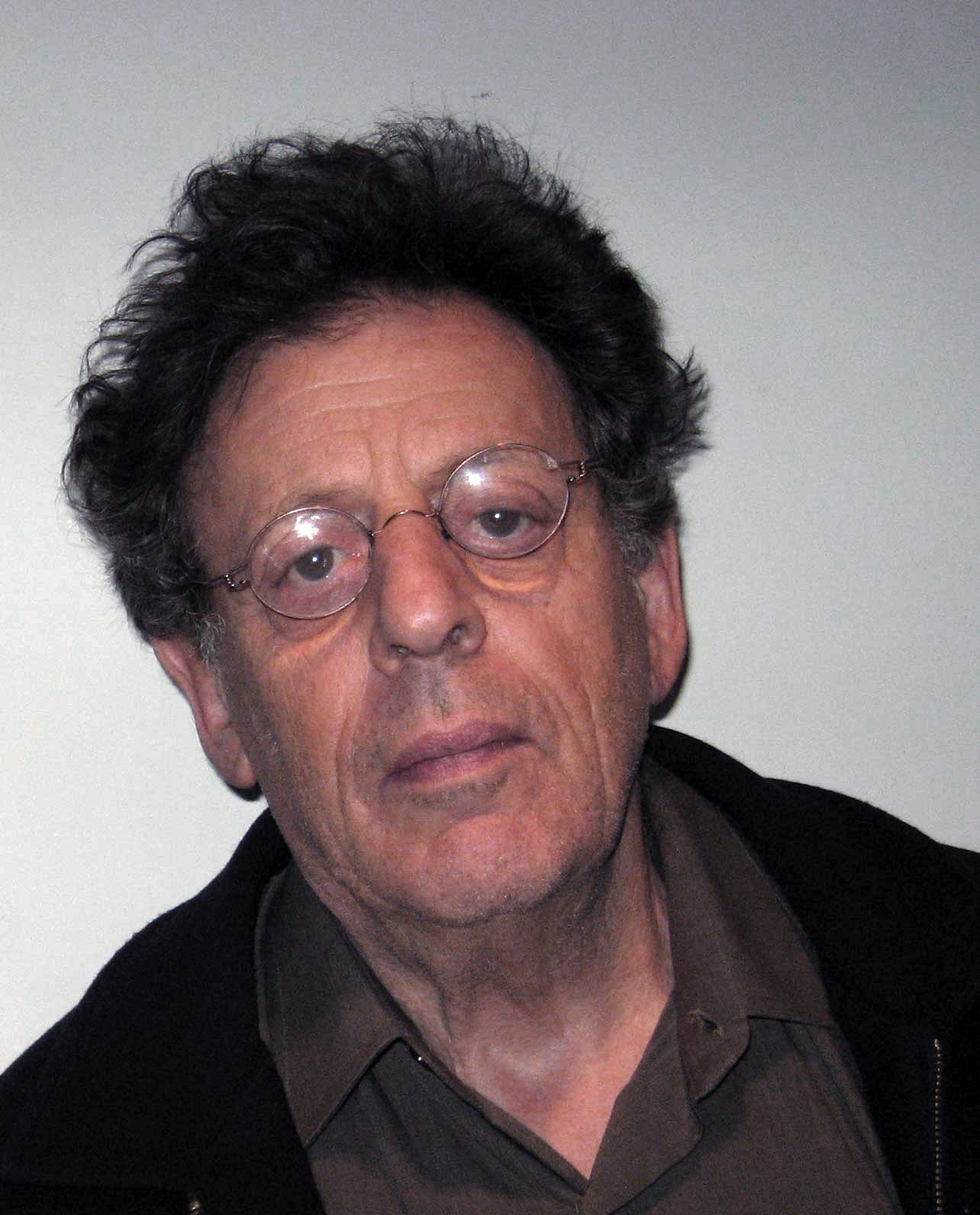
Philip Glass (1937) fue uno de los iniciadores del movimiento minimalista en Estados Unidos, y es actualmente uno de los compositores doctos más famosos del mundo.

Varios compositores de la década de los sesenta comenzaron a explorar lo que ahora llamamos minimalismo. La más específica definición de minimalismo refiere al dominio de los procesos en música donde los fragmentos se superponen en capas unos a otros, a menudo se repiten, para producir la totalidad de la trama sonora. Ejemplos tempranos incluyen En do (de Terry Riley) y Tamborileando (de Steve Reich). La primera de estas obras hizo que Riley fuera considerado por muchos el padre del minimalismo; es una pieza formada por celdas melódicas comprimidas, que cada intérprete en un conjunto toca a su propio tempo. La onda minimalista de compositores —Terry Riley, Philip Glass, Steve Reich, La Monte Young, John Adams y Michael Nyman, para nombrar los más importantes— deseaban hacer la música accesible para los oyentes comunes, expresando cuestiones específicas y concretas de la forma dramática y musical, sin ocultarlas bajo la técnica, sino más bien haciéndolas explícitas, volviendo a las triadas mayores y menores de la música tonal, pero sin utilizar la funcionalidad armónica tradicional.

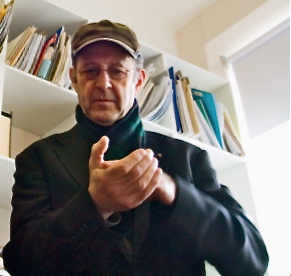
Steve Reich (1936), creador de los efectos de fase repetidos y otras de las técnicas más utilizadas en el minimalismo.

Una diferencia clave entre el minimalismo y la música previa es el uso de diferentes celdas "fuera de fase", a gusto de los intérpretes; compare esto con la obertura de El oro del Rin de Richard Wagner, donde a pesar del uso de triadas de celdas, cada parte está controlada por un mismo impulso y se mueve a la misma velocidad.
La música minimalista resulta controvertida para oyentes tradicionales y vanguardistas. Sus críticos la encuentran demasiado conservadora, repetitiva y vacía, mientras que sus defensores argumentan que los elementos fijos que a menudo son permanentes producen mayor interés en los pequeños cambios. De todas formas, el minimalismo han inspirado e influiado a muchos compositores habitualmente no etiquetados como minimalistas (como Karlheinz Stockhausen y György Ligeti). Compositores como Arvo Pärt, John Tavener y Henryk Górecki, cuya Sinfonía nº 3 fue el álbum culto más vendido en los años noventa, encontraron gran éxito en lo que se ha dado en llamar “minimalismo feliz” en obras de profundo sentido religioso.
La siguiente ola de compositores que incursionaron en este estilo no son llamados minimalistas por algunos, pero sí por otros. Por ejemplo, el compositor de ópera John Adams, y su alumno Aaron Jay Kernis. La expansión del miminalismo de un sistema musical a música dependiente de la textura para acompañar el movimiento ha generado una diversidad de composiciones y compositores.

### Influencias del jazz

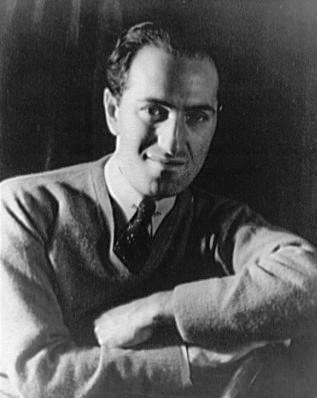
George Gershwin (1898-1937) compuso tanto en el jazz como en la música clásica y fue el pionero en crear la fusión de ambos de manera exitosa

Desde principios del siglo la música afroestadounidense y el jazz influyó notablemente a compositores dentro y fuera de Estados Unidos. Dentro del país americano destacó Charles Ives y por sobre todos George Gershwin. Sin embargo compositores estadounidenses negros más vinculados al jazz también incursionaron en obras que estaban en un límite poco claro entre ambas músicas. Compositores tales como Will Marion Cook, Scott Joplin y Duke Ellington tuvieron una influencia indiscutida en la música culta de Estados Unidos.
Algunas de las obras más importantes de principios de siglo que combinaron elementos del lenguaje del jazz con estilos europeos fueron Rhapsody in Blue de George Gershwin, El rincón de los niños de Claude Debussy, los conciertos para piano en re, para la mano izquierda, y en sol de Maurice Ravel, el Ragtime para 11 instrumentos de Ígor Stravinski, o la Suite para piano 1922 de Paul Hindemith, entre muchas otras.
En la segunda mitad del siglo XX surgió el movimiento llamado Third Stream, literalmente Tercera corriente, aplicado a un estilo de hacer música que en los años 50 y 60 pretendió ofertar una vía de desarrollo que integraba las técnicas tanto del jazz como de la música clásica.
El término Third Stream fue acuñado por el compositor y solista de trompa, Gunther Schuller, a finales de los años 50, para describir la música que estaban desarrollando algunos artistas intentando establecer un puente entre las disciplinas y formas musicales europeas y el espíritu y la técnica del jazz. A tal fin, Schuller fundó un "Third Stream Department", en el Conservatorio de Nueva Inglaterra.
En sentido amplio, la tercera corriente es parte de un proceso general de abolición de barreras musicales entre las diferentes clases de música. El origen del estilo suele fijarse en la evolución generada a partir de los postulados del Cool y el West Coast jazz, lo que sitúa a muchos otros músicos en la frontera entre ambos.
El trombonista y violonchelista David Baker, el pianista Ran Blake, o el saxofonista y arreglista Bob Graettinger, fueron algunos de los músicos más implicados en la búsqueda de una verdadera tercera corriente' aunque en el entorno de este estilo se han movido un importante número de músicos de peso en la historia del jazz: Modern Jazz Quartet, Gil Evans, Don Ellis, Bill Russo, George Russell, sin necesidad de irse a fusiones mucho más evidentes, como los arreglos de Jacques Loussier sobre la música de Bach.
Las opciones menos ambiciosas de esta corriente, acaban generando la aparición de un género típicamente europeo, asentado en sellos como ECM, que se conforman en grupos inusuales, dúos o solistas, que prescinden de un gran número de los elementos que habían caracterizado el jazz de los años 40 y 50: Explosiva energía, dureza, expresividad, intensidad, éxtasis y aceptación de la fealdad, para impulsar una estetización del jazz. 
Hacia finales del siglo XX el jazz europeo contemporáneo y la música clásica contemporánea se encuentran un estado de indiferenciación casi absoluta.

### Música cinematográfica

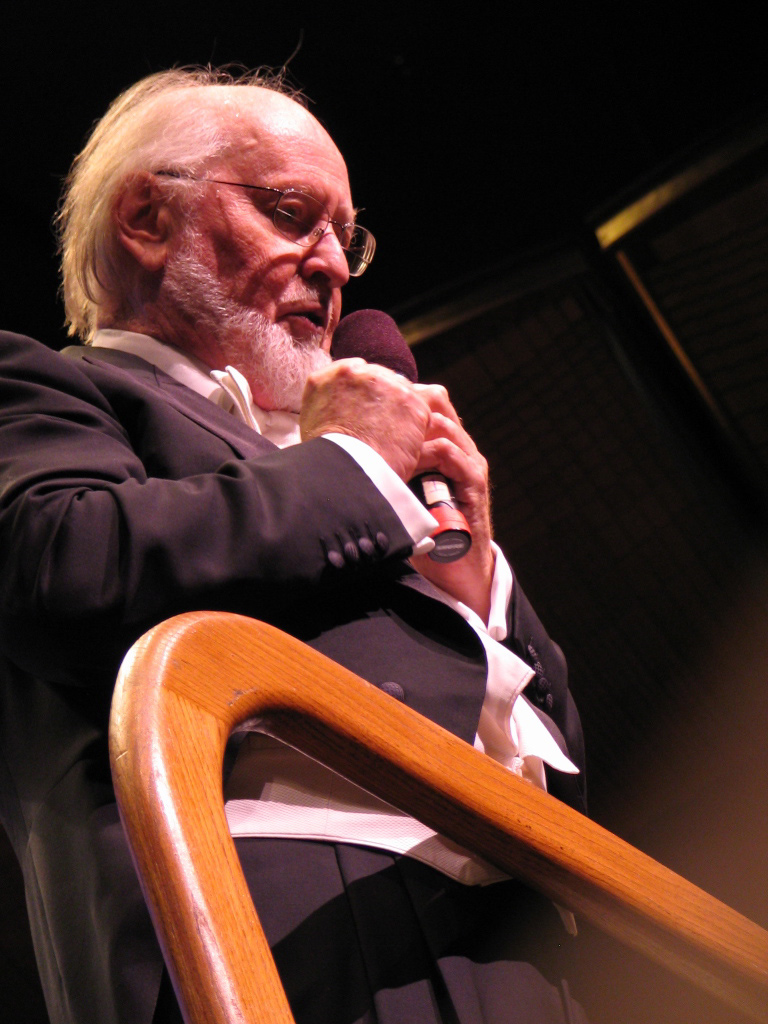
John Williams (1932) creador de la música de Star Wars y otras de las más taquilleras películas de Hollywood.

Desde la llegada del cine sonoro a principios de la década de los 30', la música cumplió un rol crucial en la industria y el arte del cine. 
Muchos de los grandes compositores de la década tales como los rusos Prokófiev y Shostakóvich, incursionaron también en esta área. Sin embargo llaman la atención ciertos compositores que se dedicaron casi exclusivamente a trabajar a través del cine.
Aunque las musicalización de largometrajes durante los años 1940 estaban rezagadas décadas detrás de las innovaciones técnicas en el campo de la música de concierto, la década de 1950 vio el auge de la música para el cine de la época. En lo referente al cine estadounidense, el director Elia Kazan fue abierto a la idea de las influencias del jazz y las obras disonantes y trabajó con Alex North, cuya partitura de Un tranvía llamado Deseo (A Streetcar Named Desire) (1951) combina la disonancia con elementos de blues y jazz. Kazan también se acercó a Leonard Bernstein para musicalizar La ley del silencio (On the Waterfront) (1954) y el resultado fue una reminiscencia de las primeras obras de Aaron Copland e Ígor Stravinski, con sus "jazz basados en armonías y emocionantes ritmos aditivos"[cita requerida]. Un año después, Leonard Rosenman, inspirado por Arnold Schönberg, experimentó con la atonalidad en sus calificaciones de Al Este del Edén (1955) y Rebelde sin causa (1955). En sus diez años de colaboración con Alfred Hitchcock, Bernard Herrmann experimentó con ideas en Vértigo (1958), Psicosis (1960) y Los pájaros (1963). El uso de la música extradiegética de jazz fue otra innovación moderna, como la musicalización de la estrella del jazz Duke Ellington a la obra de Otto Preminger Anatomía de un asesinato (1959).

Dentro de las grandes obras musicales del cine se encuentran: 
- Max Steiner con: The Informer (1935), La extraña pasajera (Now, Voyager, 1942), y Since You Went Away (1944), King Kong (1933), Little Women (1933), Jezebel (1938), Casablanca (1942), y Lo que el viento se llevó (1939).
- Erich Wolfgang Korngold con; The Adventures of Robin Hood.
- Alfred Newman con: How the West Was Won,The Greatest Story Ever Told.
- Bernard Herrmann con; North by Northwest, The Man Who Knew Too Much, Citizen Kane, The Ghost and Mrs. Muir, y Taxi Driver.
- Ennio Morricone:  The Good, The Bad And The Ugly (1966), Once Upon a Time in the West, The Mission (1986), The Untouchables (1987), y Cinema Paradiso.
- Jerry Goldsmith; Planet of the Apes, Chinatown, The Wind and the Lion, The Omen, Alien, Poltergeist.
- John Williams con; las tres trilogías de Star Wars, Jaws, Superman: The Movie, Indiana Jones, E.T., el extraterrestre, Hook, Jurassic Park, Schindler's List, y Harry Potter entre muchísimas otras.

Otros de los grandes compositores, especialmente de las últimas décadas han sido: Nino Rota, Henry Mancini, Howard Shore, Alan Silvestri, Danny Elfman, Hans Zimmer, James Horner o Phillip Glass.